# Burg Wölfersheim
Die Burg Wölfersheim, teilweise auch Schloss Wölfersheim genannt, war eine mittelalterliche Stadtburg in der Gemeinde Wölfersheim im Wetteraukreis in Hessen (Deutschland).

## Lage
Die Spornburg befand sich auf 167 m ü. NN etwa am Standort der heutigen Evangelisch-reformierten Kirche Wölfersheim, einer der größten barocken Saalkirchen Deutschlands. Diese wurde unter Verwendung des Bergfrieds und von Steinen der schon verfallenen Burg in den Jahren 1717 bis 1740 auf deren Grundmauern erbaut. Die Burg lag zwischen den heutigen Straßen Kirchgasse und Wingertstraße am Nordrand des mittelalterlichen Ortes auf einem Bergsporn.

## Geschichte
„Die Lande des fürstl. und gräfl. Hause Solms
1) Wölfersheim, ein Städtchen, dessen alte Burg in eine
ansehnliche Kirche verwandelt worden“

Die Anfangsgeschichte der Burg liegt heute im Dunkeln. Wölfersheim, 1141 urkundlich ersterwähnt, gehörte zur münzenbergisch-falkensteiner Herrschaft (spätestens 1331 urkundlich), kam um 1419 an das Haus Solms, wurde in der Teilung von 1423 in zwei solmsche Linien von beiden verwaltet und 1436 bei einer erneuten Teilung der Linie Solms-Braunfels zugesprochen. Spätestens dann war auch die Burg in solmsche Hände gelangt. Urkundlich ist die Burg in einem Solmser Regest vom 22. Januar 1436 als Wölfersheim (Wolüerßh-) mit der Burg erwähnt worden. Wahrscheinlich begann der Verfall schon im 15. Jahrhundert.

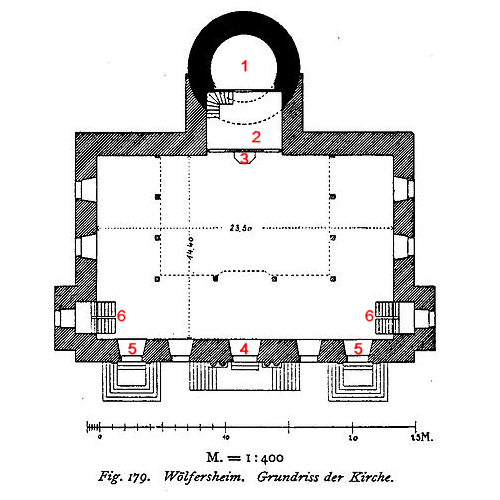
Grundriss der heutigen Kirche mit Burgresten:
1 Kirchturm unter Verwendung des runden Bergfriedes, 2 Sakristei, 3 Kanzel und Abendmahlstisch (Kanzelwand),
4 Mittelportal, 5 Seitenportale, 6 Treppenaufgänge zur Empore

## Beschreibung
Die Spornburg war als Stadtburg mit dem Bergfried als einem der Wehrtürme an die alte Ortsbefestigung angelehnt.
Die Burg nahm den westlichen Teil des heutigen Kirchenkellers ein. Von dort aus führen zwei unterirdische Wehrgänge unter der Stadtmauer entlang, deren Zugänge in den 1960er Jahren zugemauert wurden. Unter dem Kirchenkeller befindet sich ein zubetonierter Brunnen, der sicher die Burg mit Wasser versorgte. Wann und von wem die Burganlage gebaut wurde und warum sie zerfiel, ist nicht bekannt. Ein Halsgraben oder Reste einer Schildmauer sind heute nicht mehr vorhanden.

## Heutige Nutzung
Die Burg war gegen Ende des 17. Jahrhunderts, sicher auch durch die Wirrnisse des Dreißigjährigen Krieges, vollkommen baufällig geworden. Auf und aus ihren Resten und unter Verwendung des runden Bergfriedes wurde der Wehrturm als Glockenturm in den Kirchenneubau inkorporiert und erhielt dabei eine neue gestaffelte Turmhaube. Auch die Ostseite der Kirche besteht aus Resten der vergangenen Burg. Reste von Kellerräumen der Burg befinden sich noch unter der Kirche.
Der Text der Inschrift im heutigen Mittelportal der Kirche lautet:
|  | „VNTER DER REGIERVNG V. MIT HÜLFFE DES HOCHG. C.V.H.H. WILHELM MORITZEN GRAFFEN ZU SOLMS B. etc: IST DIESE KIRCHE AUF DERO BURG PLATZ ZUBAUEN ANGEFANGEN VNTER DER REGIERUNG V. AUF GNAEDIGE ANORDNUNG DES HOCHGEBOHRNEN GRAFFEN V. HERRN FRIEDRICH WILHELM GRAF Z.S.B.G.HTC. DURCH DONATION DES H. J. W. V. PAPPENHEIMS a 6000 F. WIE AUCH AUF KOSTEN DER GEMEINDE AUSGEBAUET WORDEN ANO 1740“ |